# Ca l'Escarrà (l'Arboç)
Ca l'Escarrà és el nom amb què es coneixen quatre cases del municipi de l'Arboç, totes elles protegides com a bé cultural d'interès local. Es tracta de les cases situades al número 41 del carrer Major, i als números 5, 7 i 9 del carrer Jussà d'aquesta localitat.

## Major, 41
És un edifici de quatre plantes separades per cornises. Els baixos presenten una gran portalada d'arc de mig punt emmarcada per dues pilastres adossades, de les quals arrenquen dues mènsules que, junt amb la col·locada a la clau de volta, sostenen la tribuna del pis superior. A la clau podem veure les inicials J.E i a un costat la data de 1903. La planta noble consta d'una gran tribuna amb columnetes de pedra de capitell jònic col·locades damunt d'una barana de pedra que presenta una decoració vegetal. La segona planta té també una tribuna del mateix tipus, però en lloc de columnetes té pilastres. La tercera planta té una galeria amb barana de pedra decorada mitjançant elements geomètrics i vegetals. Un grup de mènsules sostenen una sobresortida cornisa, damunt la qual hi ha una barana rematada per pinacles. Tota la façana és decorada amb carreus regulars. Al terrat de la casa hom pot veure una torratxa de vuit cares acabades amb punxa.
El carrer Major ha estat sempre carrer de metges i apotecaris. L'edifici analitzat fou propietat del Doctor Escarrà i fou construït el 1903. Cap als anys quaranta hi passà a residir el Sr. Pau Sicart, conegut compositor de sardanes de la comarca. Durant els anys 70 del s. XX, l'edifici fou modificat i s'hi construïren 3 pisos. Actualment és propietat de Núria Giró Escarrà, neta del Doctor Escarrà, que hi viu des de l'any 1986, ocupant les plantes 2ª i 3ª. A la 1ª planta hi ha un acollidor apartament turístic, amb la llicència HUTT-005919 (http://cal-escarra-larboc.blogspot.com.es/).

## Jussà, 5

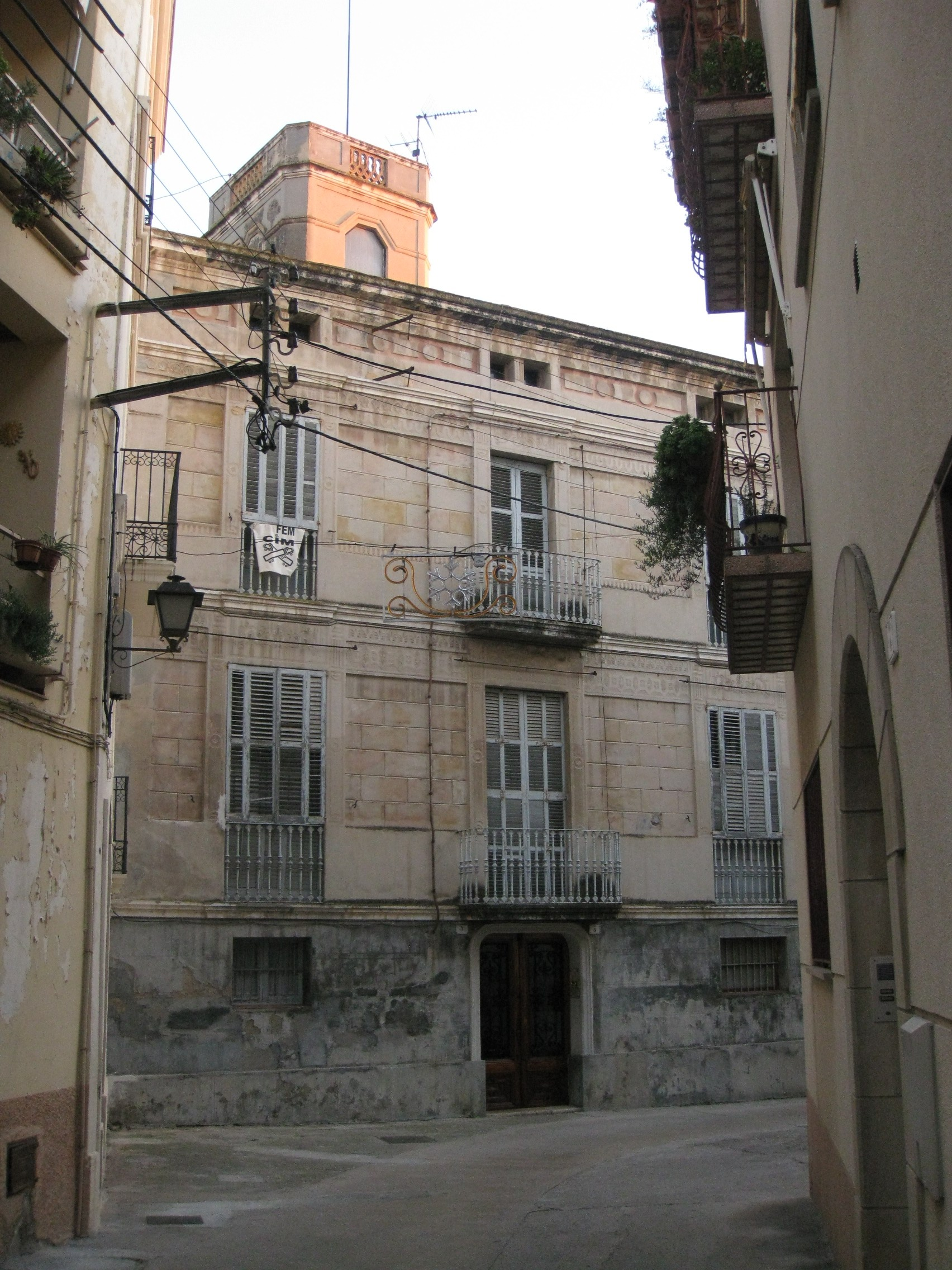
Número 5 del carrer Jussà

Edifici de quatre plantes separades per cornises. Els baixos consten d'una porta d'arc rebaixat i d'una finestra quadrada a cada banda. La planta principal té al mig un gran balcó amb barana de ferro forjat i una porta balconera, a cada costat del qual podem veure una porta balconera amb barana de ferro forjat. A la llinda del balcó s'observa la data de 1881. La segona planta presenta, com la principal, un balcó i dues portes balconeres, però tot de dimensions més reduïdes. Les golfes consten de tres finestres geminades quadrangulars. Tot és rematat per una barana que rodeja el terrat, on s'observa una torre de planta poligonal amb els angles aplanats. Aquest edifici és la part originària i més antiga del conjunt format pel núm. 5 i el núm. 7.

## Jussà, 7

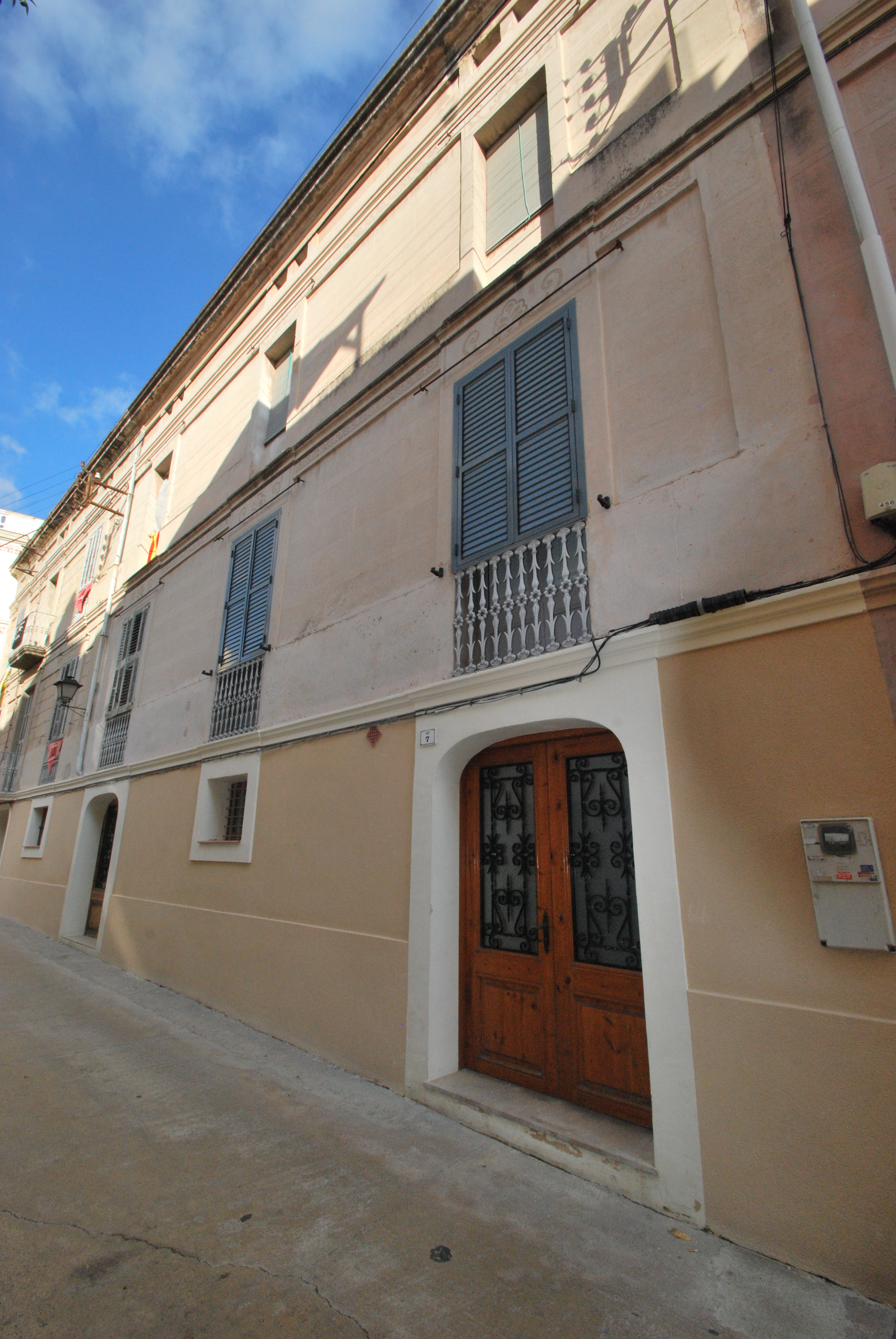
Número 7 del carrer Jussà

Edifici de quatre plantes separades per cornises. Els baixos tenen dues portes d'arc rebaixat i una finestra quadrada al mig. El pis noble consta de tres portes balconeres amb barana de ferro i porticons de fusta. El segon pis té tres finestres rectangulars i l'últim presenta tres finestres geminades. Tota la façana queda rematada per una cornisa. La casa fou comprada i unida amb la del costat (núm. 5), per la qual cosa les seves façanes són molt semblants.

## Jussà, 9

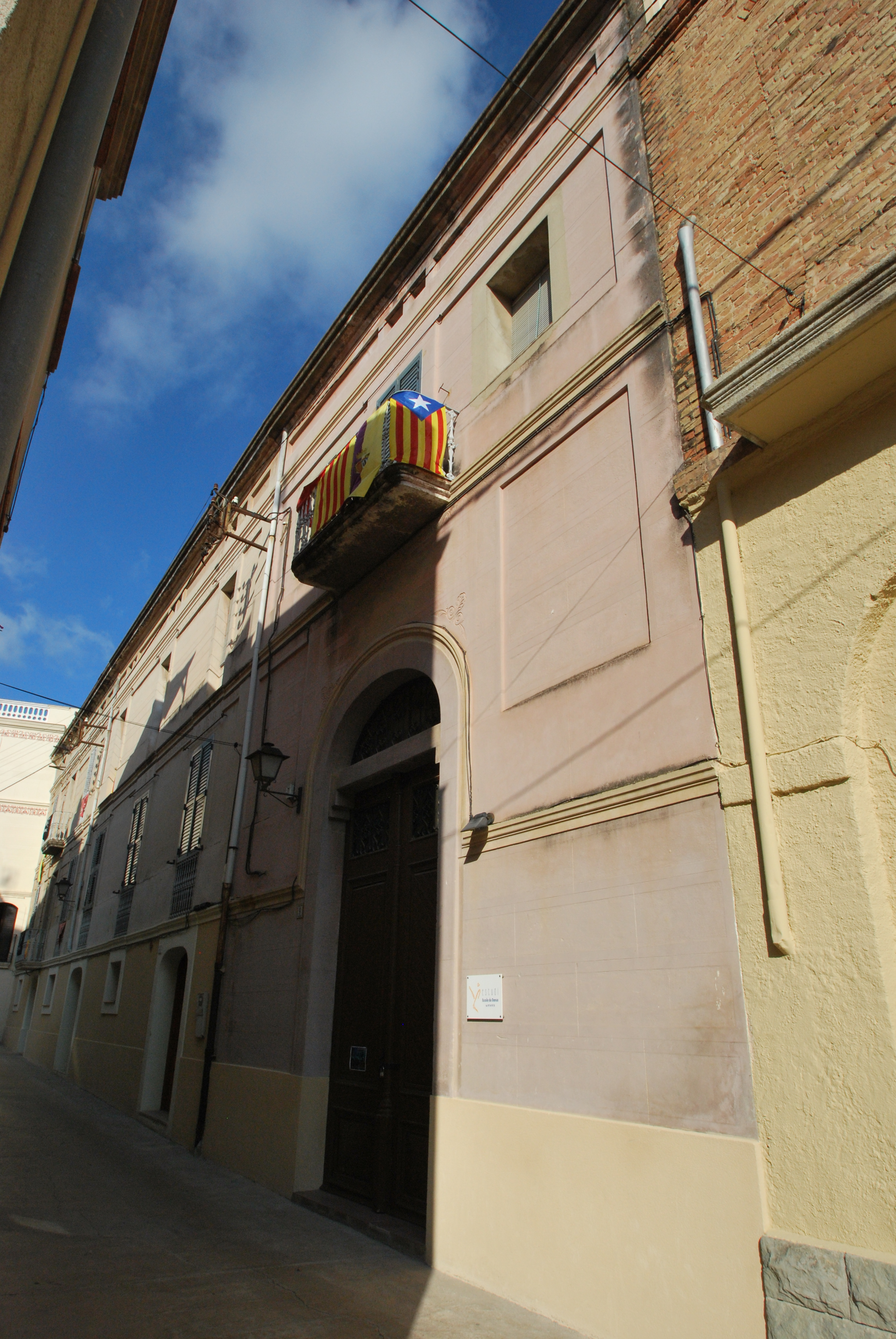
Número 9 del carrer Jussà

L'edifici està format per tres plantes separades per cornises que distribueixen la façana en tres franges de desiguals dimensions que es van empetitint a mesura que ens acostem a l'última planta. Els baixos presenten una gran portalada d'arc de mig punt on podem veure la data de 1906. El pis noble té un balcó central amb barana de ferro i una finestra a cada banda. Les golfes tenen dues finestres al mig. Tot l'edifici és rematat per una cornisa.